# Wojciech Weiss
Wojciech Weiss (Leorda, 4 de maio de 1875 - Cracóvia, 7 de dezembro de 1950) foi um pintor e desenhista polonês ligado ao movimento artístico da Polônia Jovem e à Secessão de Viena. Foi considerado "talvez o mais importante de todos os artistas poloneses do início do século XX".